# Менделевич, Родион Абрамович
Родион Абрамович Менделевич (Еру́хим Зе́льманович Менделе́вич; 28 апреля 1867 — 1927, Москва) — русский поэт-сатирик, прозаик, журналист, публиковавшийся также под псевдонимами «Р. Меч», «Р. М—ч» и «Роб-Рой».

## Биография
Из семьи бедного еврея-ремесленника. Брат скульптора И. А. Менделевича. В юности служил мальчиком у другого своего брата — портного. Рано начал писать стихи, с 1885 года в течение ряда лет активно печатался в газете «Новости дня». Жил на Тверской улице в доме Егорова.
В 1885—1902 годах состоял в переписке с А. П. Чеховым (сохранились 10 писем), который рекомендовал его Н. А. Лейкину и привлёк его к работе в журнале «Осколки». Был постоянным сотрудником газет «Новости дня» и «Русский листок», сотрудничал в журнале «Будильник». Ряд стихов Р. А. Менделевича был положен на музыку.
Оставил воспоминания о А. П. Чехове (1914). В 1920-е годы состоял литературным сотрудником газеты «Правда».

## Семья
Жена (с 1885 года) — Роза (Рася-Геля) Гиршевна Менделевич (урождённая Левина, 1867—1939).
- Сыновья — инженер-строитель Исаак Родионович (Ерухимович) Менделевич (1890—1957), автор учебных пособий для различных строительных профессий[8]; Александр Родионович Менделевич (1888—?); спортивный судья Давид Родионович (Ерухимович) Менделевич (1894—1981)[9]; педагог Семён Родионович Менделевич (1900—?).
  - Внук — советский дипломат Лев Исаакович Менделевич.

## Публикации
- Р. А. Менделевич. Молодые побеги: Стихотворения. М.: К. А. Беляев, 1889. — 112 с.
- Р. М—ч. Кот в сапогах: Сказка в стихах. М.: Т-во скоропеч. А. А. Левенсон, 1890. — 23 с.
- Р. М—ч. Дюймовочка: Сказка в стихах. М.: Т-во скоропеч. А. А. Левенсон, 1891. — 20 с.
- Р. А. Менделевич. Святочные поэмы. М.: тип. «Театральных известий», 1897. — 59 с.
- Р. А. Менделевич. Мечты и явь. М.: Т-во тип. А. И. Мамонтова, 1901. — 284 с.
- Р. Меч. Весёлый зверинец: Стихи для детей. М.: Кнебель, 1902.
- Раннее утро: юбилейный сборник, посвящённый 25-летию газетной работы Р. А. Менделевича. М.: типография Московского товарищества Н. Л. Казецкого, 1910.
- Р. Меч. Вильгельм в аду. Книжка-агитка. М.: типо-лит. И. М. Машистова, 1914.
- Р. Меч. Застигнутые войной. «Из цикла Война» (Русские туристы в 1914 г.). Рассказы, стихотворения. М.: тип. и цинк. «Мысль», 1914. — 64 с.
- Р. Меч. Женщины-герои: Сестра Татьяна и Катя-доброволец. М.: т-во типо-лит. И. М. Машистова, 1915.
- Р. Меч. Слава сибирским героям! Книжка-агитка. М.: т-во типо-лит. И. М. Машистова, 1915.
- Р. Меч. Сказка о Вильгельме-Пруссаке, Франце-Балде и Русском Казаке. М.: т-во типо-лит. И. М. Машистова, 1915.[10]
- Р. Меч. Степка-Растрепка доброволец: Сказка. М.: т-во типо-лит. И. М. Машистова, 1915.
- Р. Меч. Голос с того света, или Гришка Распутин в гостях у Сатаны. М.: т-во типо-лит. И. М. Машистова, 1917.

### Романсы на его стихи
- В лесу: «Лес задумчивый, здорово!..»: романс для баритона или меццо-сопрано с сопровождением фортепиано. / музыка Л. П. Ружанского, слова Р. А. Менделевича. М.: П. Юргенсон, 1895.
- Сладострастная ночь: Песня-романс для голоса с сопровождением фортепиано; d.1-fis.2 / Слова Р. Менделевича, музыка Н. А. Александрова. М.—СПб.: Бессель, ?
- Я буду петь: Романс для голоса с сопровождением фортепиано; d.1-fis.2 / Слова Р. А. Менделевича, музыка Н. А. Александрова. М.: А. Зейванг, 1913.
- Очи чёрные: Для голоса и хора с фортепиано / Слова А. Глебова и Р. Менделевича, музыка Ольги Стуковенко. Киев: Идзиковский, ?.